# Caccivio
Caccivio è il quartiere più meridionale del comune di Lurate Caccivio in provincia di Como.

## Storia
Caccivio risultava nel tardo medioevo un comune della pieve di Fino della provincia di Como.
Non è dato sapere se ci fosse in origine un distanziamento urbanistico con la vicinissima Lurate Abbate, questa comunità invece appartenente alla provincia di Milano, ma il dato certo è che nel 1578 l’abitato eresse una propria parrocchia appartenente alla pieve di Appiano dell’arcidiocesi di Milano, creando un’anomalia che perdurò per tutta la dominazione spagnola.
La stranezza fu risolta nel Settecento all’arrivo degli austriaci che, in un caso quasi unico, modificarono i confini provinciali portando tutto sotto Milano cogliendo l’occasione per fondere i due abitati nell’unico comune noto oggi come Lurate Caccivio.